# جورج بي فيشر
جورج بي فيشر (بالإنجليزية: George P. Fisher) (و. 1817 – 1899 م) هو سياسي، ومحام، وقاض من الولايات المتحدة الأمريكية ولد في ميلفورد.
وهو عضو في حزب اليمين، والحزب الجمهوري .